# Ana Johnsson
Ana Lovisa Johnsson (Göteborg, 4 oktober 1977) is een Zweedse zangeres en songwriter. Haar eerste album 'Cuz I Can' kwam in 2004 in Zweden uit. Haar cd 'The Way I Am' kwam een paar maanden later wereldwijd uit. Het laatste album van Ana is 'Little Angel' en is in oktober 2006 uitgekomen.
In 2005 wint Ana Johnsson een EBBA Award. De European Border Breakers Awards zijn prijzen die jaarlijks worden uitgereikt aan tien jonge veelbelovende Europese artiesten die het afgelopen jaar succesvol buiten de eigen landsgrenzen debuteerden.

## Levensloop
Haar ouders zijn Rolph en Carina Johnsson. Later is ze verhuisd naar Sunne, een dorpje in de regio Värmland.
Ze heeft daar ook op school gezeten, maar is later als uitwisselingsstudent naar de VS gegaan. Daar is ze gaan snowboarden en werd een semiprofessional. Ze reisde heel de VS af voor wedstrijden waar ze 5e en 6e werd in een kampioenschap 1996. In 2001 kwam ze terug naar Zweden, waar ze verschillend werk deed.
Ze spreekt vier talen vloeiend: Zweeds, Engels, Duits en Noors.
- Bibliothèque nationale de France: cb14574297r (data)
- Gemeinsame Normdatei: 134570464
- International Standard Name Identifier: 0000 0000 5522 0626
- Library of Congress Control Number: no2005039510
- MusicBrainz: 7e74045b-e4b8-4c30-abbe-33a8219d4c20
- LIBRIS: 238674
- Système universitaire de documentation: 081261306
- Virtual International Authority File: 76559869
- WorldCat: E39PBJqfHjB7dcbTPyrCHBT8md